# Shealah Craighead
Shealah Craighead est une photojournaliste américaine, photographe officielle de la Maison-Blanche, nommée à ce poste en janvier 2017 par le président Donald Trump.
Elle succède à Pete Souza. En 2021, Adam Schultz (en) lui succède.